# Ісраель Гурі
Ісраель Гурі (івр. ישראל גורי, ім'я при народженні — (І)Сруль, або Ізраїль Гурфінкель; 15 жовтня 1893, Гірішени, Бессарабська губернія — 17 вересня 1965) — ізраїльський політичний діяч, депутат кнесету від робочої партії Мапай (1949–1965).

## Біографія
Ісраель Гурфінкель народився 15 жовтня 1893 року в Бессарабії в родині сільськогосподарського робочого Дов-Бера Гурфінкеля. Навчався в хедері і приватній гімназії в Кишиневі, потім в Одеському університеті. 
З 1919 році — в підмандатній Палестині (прибув на кораблі «Руслан»). 
У 1922–1931 роках — член робочої ради Тель-Авіву, потім секретар ЦВК Гистадруту та Асамблеї представників підмандатної Палестини.
Обраний депутатом Кнесету 1-го скликання в 1949 році, переобирався чотири рази (1951, 1955, 1959, 1961). 
У 1951–1965 роках — голова фінансової комісії кнесету.
Помер 17 вересня 1965 року в Ізраїлі.

## Вшанування пам'яті
Іменем Гурі названа вулиця в Тель-Авіві.

## Особисте життя
Син Ісраєля Гурі — відомий ізраїльський поет і журналіст Хаїм Гурі (нар. 1923).